# Triod kwietny (Fiol)
Triod kwietny (scs. Triodʼ cvêtnaja) – najstarszy druk cyrylicki w języku języku staro-cerkiewno-słowiańskim, wydany w Krakowie przez Szwajpolta Fiola przed 1491.
Inkunabuł zawiera modlitwy i rytuał na okres wielkanocny kościoła prawosławnego. Zachowały się 33 egzemplarze tej książki (nie licząc fragmentów). Na wystawie stałej w Pałacu Rzeczypospolitej prezentowany jest egzemplarz należący obecnie do Biblioteki Narodowej, zaś przed II wojną światową przechowywany w Bibliotece Kapituły Greckokatolickiej w Przemyślu.